# Muridae

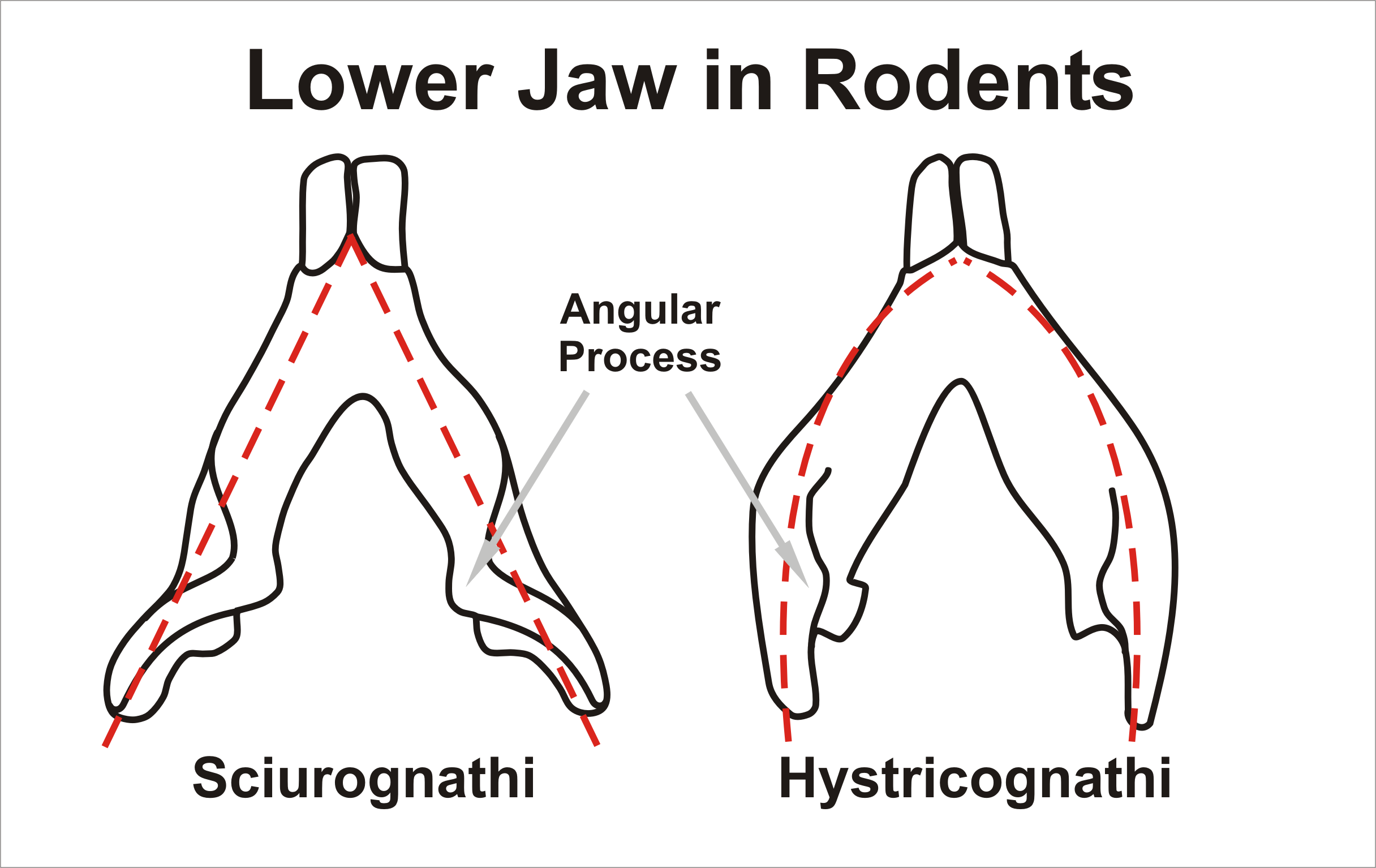
Fig.1

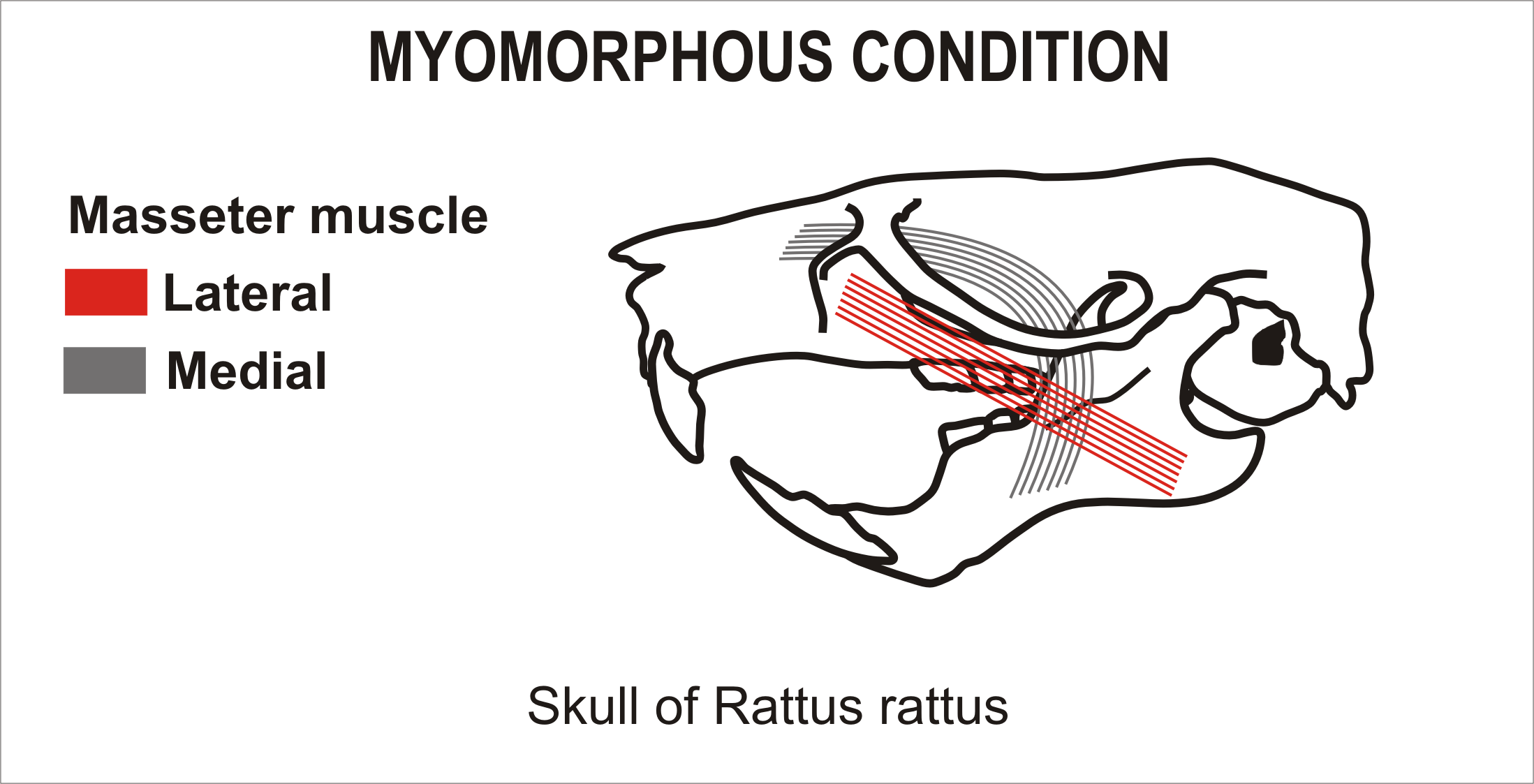
Fig.2

I muridi sono la famiglia più numerosa di roditori, comunemente noti come ratti e topi del Vecchio Mondo.

## Descrizione

### Dimensioni
Le dimensioni variano dal minuscolo topo pigmeo subsahariano, di soli 7 grammi negli esemplari adulti, al ratto delle cortecce gigante settentrionale che può raggiungere i 2,6 kg.

### Caratteristiche ossee e dentarie
Il cranio presenta un caratteristico foro infra-orbitale allargato superiormente per il passaggio delle fasce muscolari del massetere e una parte inferiore più stretta attraversata dai nervi e i vasi sanguigni diretti alla parte anteriore del muso. Le placche zigomatiche sono allargate, mentre l'altro osso zigomatico, il giugale, è poco sviluppato e non in contatto con le ossa lacrimali. Il processo post-orbitale è sempre assente. La mandibola ha la struttura tipica sciurognata (Fig.1), mentre l'attaccatura e l'orientamento dei muscoli masticatori è di tipo miomorfo (Fig.2). Sono presenti un numero massimo di 3 molari per semi-arcata, sebbene diverse specie della sottofamiglia dei Murini ne posseggano 2, 1 o addirittura nessuno, caratteristica unica tra tutti i roditori. La disposizione delle cuspidi varia enormemente tra le varie famiglie, ma generalmente disposte in file triseriali, in alcune forme fuse in un'unica lamina.

### Aspetto
Esternamente la forma è generalmente snella, con un muso appuntito ricoperto di vibrisse. La coda, le orecchie, gli occhi e la pelliccia sono estremamente variabili. Le zampe posseggono sempre 5 dita ciascuna, tutte munite di artigli, tranne il pollice e, in alcune specie, anche l'alluce, provvisti di una semplice unghia. Il piede varia notevolmente in funzione delle abitudini. Le specie terricole lo hanno stretto e allungato, con dei cuscinetti plantari normali o poco sviluppati, mentre le forme arboricole sono fornite di un piede corto, largo, con cuscinetti prominenti e talvolta con l'alluce semi-opponibile. Inoltre esistono forme specializzate con arti inferiori più robusti adattati allo spostamento saltante e alcune semi-acquatiche dove si è sviluppata una membrana interdigitale. I sensi sono molto sviluppati, in particolare la vista e l'olfatto.

## Comportamento
Sebbene siano prevalentemente terricole, alcune specie sono obbligatoriamente arboricole, mentre altre risultano estremamente adattate alla vita semi-acquatica dei fiumi e dei corsi d'acqua. Alcune forme viventi in zone aride hanno sviluppato un'andatura saltante. Normalmente costruiscono sistemi più o meno complessi di tane e cunicoli, dove passano parte della giornata, oppure lunghi periodi freddi, e dove possono immagazzinare grandi quantità di cibo. Le specie arboricole costruiscono invece nidi con steli d'erba o foglie intrecciati tra loro, talvolta tra la densa vegetazione oppure all'interno delle cavità degli alberi.

## Alimentazione
La maggior parte dei muridi è erbivora, insettivora oppure onnivora. Molte specie legate ad ambienti desertici possono restare per molto tempo senza assumere acqua. Non mancano forme altamente specializzate, che si nutrono soltanto di vermi, funghi sotterranei o invertebrati acquatici.

## Riproduzione
I muridi si riproducono molto frequentemente, partorendo un gran numero di individui più volte durante l'anno. Solitamente, la gestazione dura 20-40 giorni. I piccoli sono alla nascita ciechi, privi di pelliccia e indifesi, sebbene esistano alcune eccezioni. Le femmine possono avere da un solo paio di mammelle fino a 12 paia in alcune specie africane.

## Distribuzione
L'areale originario della famiglia comprendeva gran parte dell'ecozona paleartica, incluse alcune delle isole della Melanesia e della Polinesia. Molte specie sono divenute commensali dell'Uomo, popolando in notevoli quantità gli insediamenti umani, dalle case alle discariche. Alcune di esse, a seguito di introduzioni accidentali o programmate, sono entrate in competizione con forme endemiche in alcune zone remote contribuendo alla loro riduzione o estinzione. 
Vivono in ogni tipo di habitat, dalle foreste, boschi e praterie ai deserti e dune sabbiose dal livello del mare fino a oltre 3.000 metri di altitudine. 

## Tassonomia
I Muridi sono divisi in cinque sottofamiglie:
- Sottofamiglia Deomyinae
- Sottofamiglia Gerbillinae
- Sottofamiglia Leimacomyinae
- Sottofamiglia Murinae
- Sottofamiglia Otomyinae